# Ernest & Celestine
Ernest & Celestine (Ernest et Célestine) è un film d'animazione franco-belga-lussemburghese del 2012 diretto da Stéphane Aubier, Vincent Patar e Benjamin Renner.
La pellicola è uscita in Italia il 20 dicembre 2012; nel 2022 è stato realizzato il sequel del film Ernest & Celestine - L'avventura delle 7 note uscito nei cinema italiani il 22 dicembre 2022.
Il soggetto è basato sulla omonima serie di libri per bambini scritta dalla disegnatrice belga Gabrielle Vincent. La sceneggiatura è stata scritta da Daniel Pennac.

## Trama
Nel sottosuolo della città degli orso bruno si sviluppa il mondo dei topi: le due civiltà, pur simili e consapevoli delle rispettive esistenze, si osteggiano a vicenda.
Celestine è una topina orfanella che, nonostante cresca in un ambiente dove gli orsi sono sempre presentati come ostili e cattivi, è certa che un'amicizia con loro sia possibile. Una volta cresciuta diventa l'assistente di un dentista, mestiere fondamentale nella città dei topi. Il suo compito consiste nell'andare nottetempo nella città soprastante e sgraffignare i dentini decidui che i giovani orsi pongono sotto il cuscino la notte, convinti dai genitori che il topolino dei denti li ritiri lasciando in cambio un soldino (cioè esattamente quello che accade davvero); i denti degli orsi verranno poi usati dai dentisti murini per rimpiazzare quelli dei topi, usurati dal lungo uso.
Una notte però Celestine viene scoperta dagli orsi adulti e inseguita a suon di scopa. Purtroppo si imprigiona da sola in un cestino dell'immondizia, dove viene trovata la mattina seguente per puro caso da Ernest, un orso grigio artista di strada che era in cerca di cibo. Celestine, per ringraziarlo di averla liberata, lo aiuta a entrare furtivamente in un negozio di dolciumi. In seguito ad altre peripezie illegali, i due diventano amici, ma sono anche inseguiti dalla polizia dei due mondi.
Per passare l'inverno si rifugiano nella casa di Ernest, nascosta in mezzo a un bosco, ma all'arrivo della primavera vengono scoperti e portati in tribunale: Ernest in quello dei topi e Celestine in quello degli orsi. I due tribunali si trovano proprio uno sull'altro, e caso vuole che entrambi vengano stretti contemporaneamente dalla morsa di un incendio. Ernest e Celestine salveranno tutti in entrambi i tribunali, convincendo anche gli astanti che la convivenza fra i due mondi è possibile.

## Distribuzione
Le date di uscita internazionali sono state:
- 12 dicembre 2012 in Francia (Ernest et Célestine)
- 13 dicembre 2012 nei Paesi Bassi
- 19 dicembre 2012 in Belgio e Svizzera
- 20 dicembre 2012 in Italia
- 6 dicembre 2013 negli Stati Uniti
- 20 dicembre 2013 in Spagna (Ernest y Célestine)

## Riconoscimenti
- 2014 - Premio Oscar
  - Candidatura al miglior film d'animazione